# Hagiosynodos strophiae
Hagiosynodos strophiae är en mossdjursart som först beskrevs av Canu och Bassler 1930.  Hagiosynodos strophiae ingår i släktet Hagiosynodos och familjen Cheiloporinidae. Inga underarter finns listade i Catalogue of Life.